# John P. Costas
John Peter Costas (Wabash, 1923 – Wabash, 9 agosto 2008) è stato un ingegnere statunitense.
È conosciuto soprattutto per aver inventato il loop Costas e gli array di Costas.

## Biografia
Costas ha studiato alla Purdue University. Durante la seconda guerra mondiale, si occupò di ingegneria dei radar, prestando servizio nella Marina degli Stati Uniti come ufficiale addetto al radar. Studente di dittorato presso il Massachusetts Institute of Technology (MIT), lavorò sul filtraggio delle interferenze e sulla codifica dei sistemi lineari. Qui poté lavorare con Norbert Wiener, RM Fano, JB Wiesner e YW Lee. Lavorò per General Electric dal 1951 fino all'inizio degli anni '80 e per Cogent Systems, Inc. fino alla pensione. È morto il 9 agosto 2008.

## Lavoro
L'invenzione più importante e conosciuta di Costas è probabilmente il loop di Costas, negli anni '50 un circuito ad aggancio di fase modificato che consente di generare la portante "soppressa" in molti ricevitori di comunicazioni digitali. Ha avuto "un profondo effetto sulle moderne comunicazioni digitali" Negli anni '60, ha contribuito a risolvere le problematiche relative alle scarse prestazioni dei sistemi sonar. Scoprì che la rapida variazione nel tempo del canale di trasmissione rendeva inappropriata l'elaborazione coerente del segnale ricevuto. La sua soluzione prevedeva una sorta di array di permutazione, ora noto come array di Costas, che ha proprietà ideali per il problema.
Costas divenne membro dell'Institute of Electrical and Electronics Engineers (IEEE) nel 1965, nominato per i suoi "contributi alla teoria e alle tecniche delle comunicazioni".

## Pubblicazioni
Tra le più importanti pubblicazioni di Costas troviamo le seguenti,
- 1984, A Study of a Class of Detection Waveforms Having Nearly Ideal Range-Doppler Ambiguity Properties in Proc. IEEE, vol. 72, no. 8, pp.996-1009, Aug. 1984.
- 1975, Medium constraints on sonar design and performance. Technical Report Class 1 Rep. R65EMH33, GE Co., 1965. A synopsis of this report appeared in the Eascon. Conv. Rec., 1975, pp. 68A—68L
- 1966, Project Medior – A medium-oriented approach to sonar signal processing. Lockheed Martin Marine Systems and Sensors, 1966.
- 1956, Synchronous Communications. In Proceedings of the IEEE, December 1956. Republished in same journal in Vol 90, no. 8, August 2002 as classic paper.